# Live Bait for the Dead
Live Bait For the Dead est un album de Cradle of Filth sorti en 2002.

## Titres
| 1.  | INTRO (the ceremony opens)                        |  |
| 2.  | Lord Abortion                                     |  |
| 3.  | Ebony Dressed For Sunset                          |  |
| 4.  | The Forest Whispers My Name                       |  |
| 5.  | Cthulhu Dawn                                      |  |
| 6.  | Dusk And Her Embrace                              |  |
| 7.  | The Principle Of Evil Made Flesh                  |  |
| 8.  | Cruelty Brought Thee Orchids                      |  |
| 9.  | Her Ghost In The Fog                              |  |
| 10. | Summer Dying Fast                                 |  |
| 11. | Interlude (creatures that kissed in cold mirrors) |  |
| 12. | From The Cradle To Enslave                        |  |
| 13. | Queen Of Winter Throned                           |  |

| 1. | Born in a Burial Gown (the polish coffin mix)       |  |
| 2. | No Time To Cry (sisters of no mercy mix)            |  |
| 3. | Funeral In Carpathia (soundcheck recording)         |  |
| 4. | Delected Scenes Of A Snuff Princess                 |  |
| 5. | Scorched Earth Erotica (original demo version)      |  |
| 6. | Nocturnal Supremacy (soundcheck recording)          |  |
| 7. | From The Cradle To Enslave (under martian rule mix) |  |
| 8. | The Fire Still Burns                                |  |